# Piranhas II – Die Rache der Killerfische
Piranhas II – Die Rache der Killerfische, Videotitel Killerfish, ist ein in internationaler Koproduktion entstandener Tierhorrorfilm von Antonio Margheriti aus dem Jahr 1979. Es handelt sich trotz des deutschen Verleihtitels nicht um eine Fortsetzung des Films Piranhas aus dem Jahr 1978; diese entstand erst 1981 unter dem Titel Fliegende Killer – Piranha II.

## Handlung
Im brasilianischen Regenwald führen Kate Neville, Robert Lasky, Warren und Lloyd sowie der Fahrer Hans einen Coup in einer Mine durch. Dabei setzen sie verschiedene Treibstofftanks auf dem Minengelände in Brand und nutzen das anschließende Chaos, um sämtliche Smaragde aus dem Haupttresor der Mine zu stehlen. Die Steine verschließen sie in einer Kassette, die sie markiert in einem See versenken. Der Kopf der Gruppe und ehemalige Mitarbeiter der Mine, Paul Diller, hat unterdessen im Hotel der Gruppe Backgammon gespielt. Die Gruppe berät sich über das weitere Vorgehen. Da die Polizei nach den Dieben sucht, beschließen sie, die Edelsteine erst nach 60 Tagen aus dem Wasser zu bergen. Die Brüder Warren und Lloyd sind dagegen. Sie geben vor, nach Rio abzureisen, versuchen stattdessen jedoch heimlich, die Steine an sich zu bringen. Dabei wird einer der beiden im Wasser attackiert und verblutet. Der andere begibt sich zu Lasky und erzählt ihm alles. Bei Lasky taucht auch Kate auf, die unterdessen erfahren hat, dass Warren und Lloyd nicht im Hotel in Rio angekommen sind. Der überlebende Bruder setzt sich mit Hans in Verbindung und beide versuchen ihrerseits, die Steine zu bergen, werden dabei jedoch von der Kreatur im Wasser getötet. Lasky und Kate, die zum Wasser eilen, können beiden nicht helfen.
Kate kehrt verstört zu ihrem Geliebten Paul Diller zurück, der Piranhas im Aquarium hält. Sie erfährt von ihm, dass er kurz vor dem Coup 50 Piranhas in den See ausgesetzt hat, sodass inzwischen etwa 10.000 Piranhas den See bevölkern. Zu Schaden komme jedoch nur, wer sich nicht an die ausgemachte Wartezeit hält. Kate ist menschlich enttäuscht von Paul. Sie erkennt zudem, dass Lasky nur noch bedingtes Interesse an dem Coup hat, hat er doch mit dem Model Gabrielle, das mit einer Crew zu Fotoaufnahmen ins Hotel gekommen ist, ein Verhältnis begonnen. Kate und Paul bergen die Edelsteine heimlich, wobei Kate nur knapp den gefräßigen Fischen entkommen kann. Auf dem Heimweg geht über dem Regenwald ein Gewitter nieder. Kate, die die Steine in einem Schminkkoffer bei sich trägt, rettet sich mit Paul an Bord des Schiffes von Max, der zum Hotel gehört. An Bord sind zudem die Crew um Gabrielle und Lasky. Aus dem Sturm wird eine Hurrikan, der die unweit des Schiffes befindliche Staudammwand zum Einsturz bringt. Das Schiff wird auf dem See herumgeschleudert, schlägt schließlich 200 Meter vor dem Ufer Leck und beginnt langsam zu sinken. Durch das Wasser des Staudamms sind die Piranhas ins Wasser gelangt. Max wird beim Versuch, einen über Bord gegangenen Mann zu retten, selbst schwer verletzt. Der Versuch, mit einem selbstgebauten Floß an Land zu kommen, schlägt fehl. Der Fotograf Ollie muss dabei sein Leben lassen, während die Leiterin der Crew Ann an Land gelangt. Sie kann ein Suchflugzeug auf das Boot aufmerksam machen. Es wirft Rettungsboote ab – das einzige, das nutzbar ist, nimmt Paul an sich. Mit Waffengewalt bringt er die anderen an Bord befindlichen Personen dazu, ihm den Weg freizumachen, und steigt mit der Edelsteinkassette allein ins Boot. Lasky springt ihm nach, und es kommt zu einem Zweikampf auf dem Wasser, an dem sich bald auch die Piranhas beteiligen. Paul geht mit dem Boot und der Kassette unter und stirbt, während sich Lasky schwerverletzt zurück an Bord des sinkenden Schiffs retten kann. Von dort werden sie schließlich durch die eintreffenden Hilfstrupps an Land geholt.
Im Krankenhaus erhält Kate wenig später Besuch von einem Polizisten, der ihr den Schminkkoffer bringt, der wohl ihr gehöre. Kate fliegt kurz darauf aus Brasilien ab und wird von Gabrielle verabschiedet. Der gelingt es dabei, die Schminkkoffer zu vertauschen. Dies wiederum hat Kate vorhergesehen und sich bereits zuvor die Hälfte der Edelsteine gesichert, wie sie Lasky und Gabrielle in einem Brief in dem Koffer wissen lässt.

## Produktion
Piranhas II – Die Rache der Killerfische wurde in Angra dos Reis sowie in Rio de Janeiro gedreht. Die Kostüme schufen Adriana Berselli und Salvatore Russo, das Szenenbild stammt von Francesco Bronzi. Der Film wurde unter anderem mit Unterstützung von Lee Majors’ Fawcett-Majors Productions produziert, wobei Majors im Film auch eine Hauptrolle übernahm.
Piranhas II – Die Rache der Killerfische lief am 7. Dezember 1979 in den US-amerikanischen Kinos an und kam am 17. April 1981 auch in die bundesdeutschen Kinos. Im März 2013 wurde der Film auf DVD veröffentlicht und war am 16. August 2013 im Rahmen der Reihe Die schlechtesten Filme aller Zeiten (SchleFaZ) auf Tele 5 auch im deutschen Fernsehen zu sehen, wobei er von Oliver Kalkofe und Peter Rütten kommentiert wurde.
Das Filmlied The Winner Takes All interpretiert Amii Stewart.

## Synchronisation
| Rolle        | Darsteller        | Synchronsprecher   |
| ------------ | ----------------- | ------------------ |
| Robert Lasky | Lee Majors        | Horst Naumann      |
| Kate Neville | Karen Black       | Viktoria Brams     |
| Gabrielle    | Margaux Hemingway | Dagmar Heller      |
| Ann          | Marisa Berenson   | Heidi Fischer      |
| Paul Diller  | James Franciscus  | Reinhard Glemnitz  |
| Ollie        | Roy Brocksmith    | Horst Sachtleben   |
| Hans         | Dan Pastorini     | Leon Rainer        |
| Warren       | Frank Pesce       | Michael Ande       |
| Lloyd        | Charles Guardino  | Willi Röbke        |
| Tom          | Gary Collins      | Manfred Seipold    |
| Quintin      | Fábio Sabag       | Bruno W. Pantel    |
| Inspektor    | Jorge Cherques    | Alexander Allerson |
| Ben          | Chico Arago       | Pierre Franckh     |

## Kritik
Für den film-dienst war Piranhas II – Die Rache der Killerfische eine „blutrünstige Abenteuergeschichte vor malerischer Naturkulisse“, bei der der schlechte Geschmack im Gegensatz zu den Horroraspekten des Films jedoch überwiege. „Jedes Fischstäbchen verbreitet mehr Angst“, befand Cinema, und bezeichnete den Film als „total humorfrei und nur bescheuert“.